# Glanycus tricolor
Glanycus tricolor är en fjärilsart som beskrevs av Moore 1879. Glanycus tricolor ingår i släktet Glanycus och familjen Thyrididae. Inga underarter finns listade i Catalogue of Life.